# رخش خودرو دیزل

كشنده ۶ چرخ آراز ۵۴۶۰؛ مونتاژ شده در کارخانه رخش خودرو دیزل

شرکت رخش خودرو دیزل یک شرکت ایرانی است که در سال ۱۳۸۲ در شهر تبریز کار خود را آغاز نمود و کارخانه آن در شهرک سرمایه گذاری و دفتر مرکزی آن در تبریز قرار دارد. در ابتدا به قصد تولید خودروهای ویژه تأسیس شد و بعدها با تولید انواع خودروهای سنگین و نیمه سنگین تجاری به یک شرکت خودروسازی صاحب نام تبدیل گردید. محصولات این شرکت با برند آراز (آراز، نام رود ارس در ترکی آذربایجانی می‌باشد) عرضه می‌شود.

## زمینه فعالیت
محصولات این شرکت هم‌اکنون در قالب انواع کامیون و کامیونت، مینی بوس و اتوبوس، سواری شاسی بلند، انواع اجزای متصل به کامیون و کامیونت مانند انواع تریلر، تانکر (آلومینیومی و فولادی) از ظرفیت ۱۲ هزار تا ۳۰ هزار لیتر و انواع دامپر از ۱۱ تن تا ۲۸ تن و تراکتورهای سبک، متوسط و سنگین کشاورزی می‌باشد .

## گروههای طرف قرارداد
شرکت تایماز خودرو (رخش خودرو دیزل)، شریک استراتژیک شرکتهای خودروسازی کاماز (روسیه)، گاز (روسیه)، اواز (روسیه)، جی‌ای‌سی (چین) و جینبی (چین) در ایران است.
همچنین این شرکت، طرف قرارداد دولت جمهوری اسلامی ایران برای نوسازی حمل و نقل کشور است.

## محصولات

### کامیون
- کشنده کاماز مدل ۵۴۶۰
- کشنده کاماز مدل ۶۴۶۰
- کمپرسی کاماز ۶۵۲۰
- کمپرسی کاماز ۵۳۶۰۵
- باری کاماز۵۳۶۰
- باری آراز ۱۰ تن

### کامیونت
- کامیونت ۳ تن جی ای سی ۱۰۴۰
- کامیونت ۵ تن جی ای سی ۱۰۶۳
- کامیونت ۷ تن جی ای سی ۱۰۸۳
- کامیونت ۶ تن آراز
- کامیونت ۳ تن دوکابین آراز

### سواری
- سواری شاسی بلند پاتریوت
- سواری شاسی بلند Rein